# Vișlă
Vișlă sau vișlă maghiară (în limba maghiară vizsla) este o varietate maghiară de câini de tipul brac, copoi sau prepelicar. Este un câine sportiv, foarte loial, fiind una dintre cele mai mici rase de retrieveri pointeri. Vișla este un vânător înnăscut, cu un nas excelent și care răspunde foarte bine la dresaj. Sunt activi, gentili, cu veleități de câine de companie, curajos și cu instinct de protecție.

## Denumiri
- Denumirea oficială FCI: Hungarian short-haired pointer (Vizsla)- Rövidszőrű Magyar Vizsla
- Standard FCI: Nr. 239
- Țara de origine: Ungaria

## Varietăți
Are două varietăți: vișlă cu păr scurt și cu păr sârmos.

## Caracteristici fizice
- culoarea părului: auriu închis, nuanța nisipiu, castaniu-căprioară. Unele exemplare prezintă mici pete albe pe piept și labele din față.
- lungime păr: scurt

* Cap: musculos și subțire, botul e de aceeași lungime cu capul.
- Ochi: de mărime medie.
- Urechi: atârnă pe lângă cap, rotunjite la vârfuri.
- Piept: ajunge la coate.
- Coada: atașată la nivelul crupei , purtată aproape orizontal.
- Mușcătura :în foarfecă.

Înălțime la greabăn:
     masculi:58-64 cm
     femele:54-60 cm.
- Greutate la maturitate: 22-29 kg.[necesită citare]

## Generalități
Rasa vișlă este una dintre principalele șapte rase canine de vânătoare.

## Istoric
Acest câine de origine asiatică a ajuns în Europa odată cu venirea maghiarilor (sec. VIII-X). În decursul secolelor a fost încrucișat cu Sloughi numit Cǎinele Galben Turcesc (sec. XVI-XVII) iar în secolul al XX. cu Brac German și cu Pointer. Primele ilustrații se află în miniaturi colorate din Codex Albensis (1100-1120) și în Chronicon pictum vindobonense (1374-1376). Potrivit izvoarelor istorice, nobilul și poetul Bálint Balassi avea vișle foarte renumiți, contele István Thököly în anul 1666, vâna în jurul localității Késmárk (Kežmarok (astăzi Slovacia) cu ogari, vișle și copoi. Izvoarele istorice susțin că principele transilvănean, Mihály Apafi I., avea pe lângă copoi și ogari și 54 de vișle. Selectare și revitalizarea rasei, se presupune că a început de către familia aristocrat Zay din Trencsén (Trenčín (astăzi Slovacia) în secolul XVIII. Prima înregistrare oficială datează din 1884 iar în 1928 s-au făcut standardul. Recunoașterea oficială de către FCI a avut loc în anul 1935. În 2004 guvernul Ungariei a declarat patrimoniu național rasele considerate a fi de origine maghiară, între care și vișla maghiară. (Decizia OGY, anexa 32/2004 (IV. 19)).